# Kantatie 93
La Kantatie 93 (in svedese Stamväg 93) è una strada principale finlandese. Ha inizio a Enontekiö e si dirige verso nord, verso il confine norvegese, dove si conclude dopo 63 km nei pressi del Confine di Stato Kivilompolo.

## Percorso
La Kantatie 93 attraversa il solo comune di Enontekiö (Palojoensuu, Hetta e Kivilompolo).

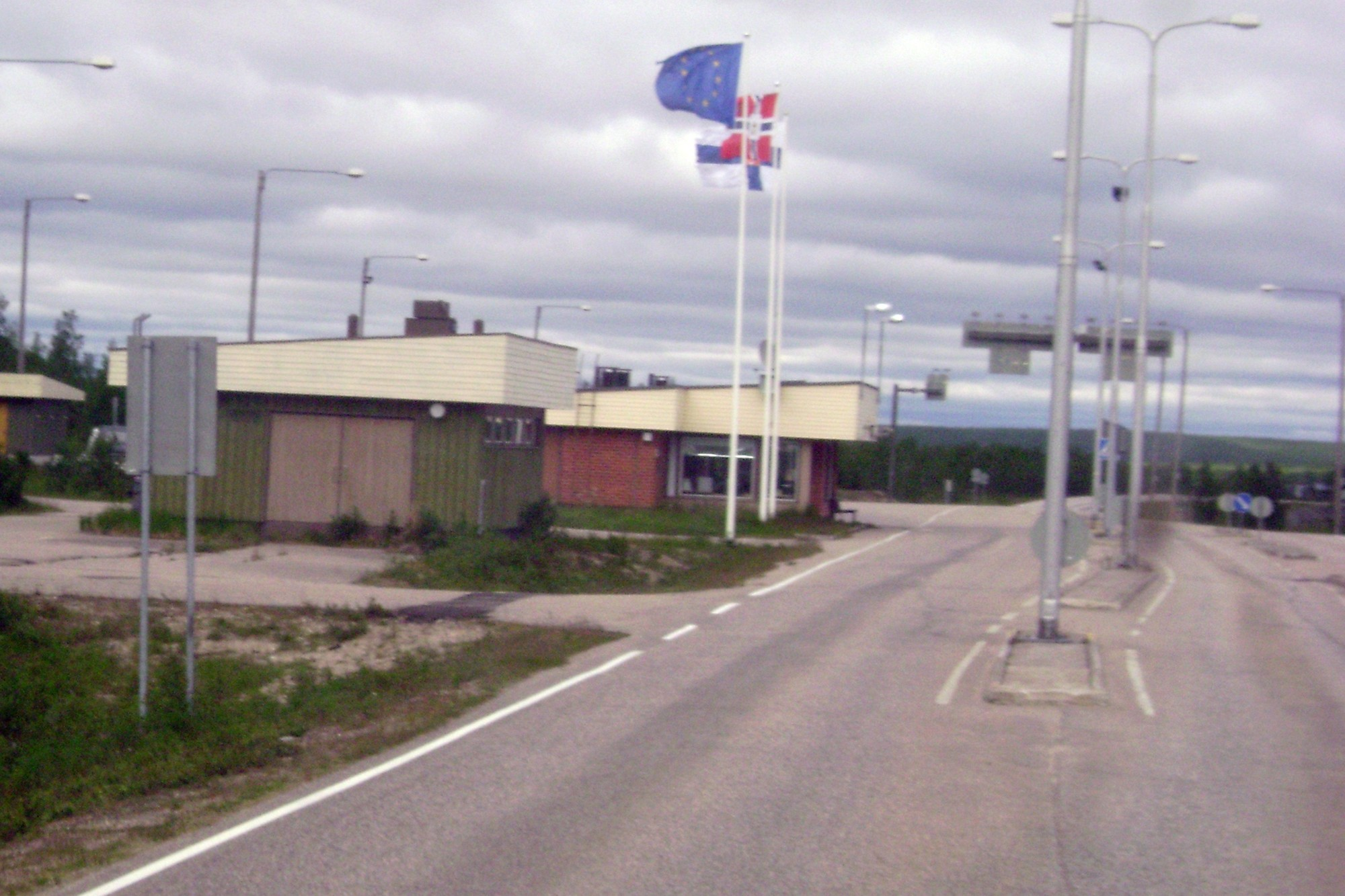
Confine di Stato Kivilompolo